# Tascina nicevillei
Tascina nicevillei is een vlinder uit de familie Castniidae. De soort komt voor in Myanmar.
De wetenschappelijke naam van de soort werd in 1895 gepubliceerd door George Francis Hampson.